# Закмитный Яр
Закмитный Яр (устар. Заморный Яр) — овраг и река в России, протекает в Шебекинском районе Белгородской области. Левый приток реки Нежеголь.

## География
Закмитный Яр берёт начало в урочище Ключевой. Течёт на запад, у посёлка Первомайский поворачивает на северо-запад. Устье реки находится у села Козьмодемьяновка в 42 км по левому берегу реки Нежеголь. Длина реки составляет 15 км.

## Данные водного реестра
По данным государственного водного реестра России относится к Донскому бассейновому округу, водохозяйственный участок реки — Северский Донец от истока до границы РФ с Украиной без бассейнов рек Оскол и Айдар, речной подбассейн реки — Северский Донец (российская часть бассейна). Речной бассейн реки — Дон (российская часть бассейна).
Код объекта в государственном водном реестре — 05010400112107000010849.